# Blood: The Last Vampire
Pour l’article homonyme, voir Blood: The Last Vampire (film).
Autre
Blood: The Last Vampire (2000) est un anime réalisé par Hiroyuki Kitakubo produit par le studio d'animation Production I.G.
Le film a été encensé pour son mélange d'éléments en 2D et 3D.
Ce film est également remarqué pour l'utilisation des langues anglaise et japonaise.
Il y a également eu certaines critiques sur sa courte durée, 48 minutes, entraînant un manque de développement des personnages. De nombreuses personnes se sont également plaintes que la couverture du DVD du film induit en erreur, annonçant un programme de 83 minutes ; ceci est techniquement vrai si vous regardez à la suite le film de 48 minutes et les 35 minutes de bonus qui suivent.

## Intrigue
A la veille de la guerre du Vietnam, une base américaine est infestée par d'étranges créatures démoniaques à l'apparence humaine. Une jeune fille répondant au nom de Saya est envoyée sur place par une organisation gouvernementale secrète dans le but de les éliminer. Pour mener à bien sa mission, elle adopte l'identité d'une écolière et intègre le collège de la base et de plus Saya est une demi vampire.

## Personnages

### Saya
Saya est une chasseuse de vampires employée par une agence secrète américaine. Son origine reste assez floue, même si quelques informations sont présentes dans le film. Le titre du film implique qu'elle est la dernière vampire (mais une demi vampire), et dans le film, on fait référence à Saya en tant que « la dernière originelle » (peut-être en référence à ce que l'on appelle les « vampires shinso » dans la fiction japonaise). Saya ne présente pas de faiblesse à la lumière, et bien que nous ne sachions pas si elle ne présente aucune des autres faiblesses généralement associées aux vampires, elle devient perturbée quand elle rencontre des symboles religieux (elle devient nerveuse en voyant une infirmière portant une petite croix, et manque d'étrangler un agent du gouvernement qui a prononcé "Jésus Christ"). Saya possède une force et des sens surhumains, mais également de l'astuce, des ressources et des compétences. Elle méprise cependant les humains.

### Les Chiroptans
Les Chiroptans, ou Chiroptériens en VF sont les démons vampires que Saya affronte. Dans le film, les Chiroptans peuvent prendre rapidement la forme de n'importe quel genre d'être humain. En fait, ils sont à la fois très sociaux sous forme humaine et sans pitié une fois leur véritable apparence retrouvée. Il semblerait que les Chiroptans aient des origines relativement proche de Dracula mais possèdent des facultés beaucoup plus sophistiquées que ce dernier. De toute évidence il est difficile de dresser des affirmations concrètes sur cette espèce redoutable pour l'homme.

## Fiche technique
- Année : 2000
- Réalisation : Hiroyuki Kitakubo
- Character design : Katsuya Terada
- Directeur artistique : Yusuke Takeda
- Directeur de l'animation : Kazuya Kise, Shinji Takagi
- Créateur original : Mamoru Oshii
- Mecha design: Atsushi Matsumoto
- Musique : Yoshihiro Ike
- Animation : Production I.G
- Licencié en France par : Manga Video
- Durée : 48 minutes
- Classification : Interdit aux moins de 12 ans

## Doublage
|                     | Japonais         | Français |
| ------------------- | ---------------- | -------- |
| Saya                | Yūki Kudō        |          |
| L'infirmière        | Saemi Nakamura   |          |
| David               | Joe Romersa      |          |
| Sharon              | Rebecca Forstadt |          |
| Louis               | Stuart Robinson  |          |
| Mama                | Akira Koeiyama   |          |
| Professeur          | Tom Fahn         |          |
| Principal           | Paul Carr        |          |
| Security Police #1  | Fitz Houston     |          |
| Security Police #2  | Steve Blum       |          |
| Voix additionnelles | Dave Mallow      |          |

Auteur / Adaptateur (VF) : Gilles Coiffard

## Conception
En 2000, à la demande du studio Production I.G, le réalisateur Mamoru Oshii organise une série de séminaires sur la gestion de projets avec de jeunes réalisateurs (sont présents entre autres Junichi Fujisaku et Kenji Kamiyama). Au terme de cet évènement, chacun des participants devait présenter un projet complet que Oshii devait noter et commenter. Oshii retient deux projets : celui de Fujisaku (mettant en scène un personnage féminin du nom de Saya), et celui de Kamiyama (mettant en scène des vampires) et décide de les réunir au sein d'une même histoire. Les différents postes sont alors distribués, et la production commence.
L'oeuvre est produite entièrement en numérique, ce qui était une première pour le studio Production I.G. Les personnages sont tous dessinés de manière classique avant d'être numérisés et coloriés sur ordinateur, avant d'être intégrés aux décors sur ordinateur également. Ce choix est surtout motivé par le faible budget alloué par le studio (environ 4,5 millions de dollars).

## Franchise et produits dérivés
Après le succès culte du film, Production I.G a monté une franchise autour du film incluant des jeux vidéo, des nouvelles et un manga. Initialement prévus seulement pour le Japon, les nouvelles ont depuis été éditées en anglais en Amérique du Nord, et le manga est paru aux États-Unis puis en France (édité par Génération Comics).

### Jeu vidéo
Kudō a repris le rôle de Saya dans un jeu pour PlayStation 2 en deux parties formant une suite à l'histoire, qui est sorti uniquement au Japon en 2000. Il présente la même qualité d'animation que le film, de nombreux nouveaux personnages, et une musique composée par Yuki Kajiura. Comme le jeu a été divisé sur deux disques (conduisant à un prix total de 6000¥), les ventes n'ont pas été aussi bonnes qu'escomptées. Fin 2005, lors de la diffusion de la nouvelle série d'animation Blood+ (c.f. ci-dessous), Production I.G et Sony ont annoncé la sortie d'un jeu sur un seul CD pour PS2 et PSP. Bien qu'au début il n'était pas certain que l'intention eut été de ré-éditer le jeu de 2000, ou de redévelopper une nouvelle aventure complète basée sur l'anime, les éclaircissements ont révélé que les deux scénarios s'étaient vérifiés. La ré-édition du jeu de 2000 sur PSP au Japon a débuté le 26 janvier 2006, en tant que 5e opus de la série de YaruDora de Production I.G.

### Manga
Le manga, intitulé Blood: The Last Vampire 2002, se situe à Yokohama. Il a été écrit et dessiné par l'artiste Benkyo Tamaoki.
Traduction en France : Panini France (avril 2003)
- 204 pages
- Format : 13 cm x 18 cm
- (ISBN 2-84538-211-1)

### Série télévisée
En 2005, Production I.G a annoncé la création d'une série d'animation, Blood+, basée sur le film original. Celle-ci a lieu dans un univers alternatif, et ne suit donc pas les événements du jeu PS2 ou du manga, tous les deux étant des suites du film. La seiyuu de Saya pour cette série est une nouvelle venue, Eri Kitamura. Production I.G et Sony Computer Entertainment ont annoncé début décembre 2005 que le jeu vidéo Blood+, basé sur l'anime, sera distribué au Japon. Deux versions du jeu sont prévues, une pour PS2 et l'autre pour PSP, avec une date de sortie prévue pour le 31 décembre 2006. Il n'y a pour l'instant (juin 2006) aucune annonce d'une éventuelle diffusion en Amérique du Nord ou en Europe.

### Film en prise de vues réelles
En mai 2006, Bill Kong, producteur du film Tigre et Dragon, encensé par la critique et acclamé par le public, a officiellement annoncé qu'il allait produire une adaptation en film en prise de vues réelles, Ronny Yu (Freddy contre Jason) en étant le réalisateur. Finalement, Ronny passera la main à Chris Nahon pour la réalisation de Blood: The Last Vampire.

### Romans
Mamoru Oshii a écrit des romans sur l'univers de Blood. Le premier, Blood, la nuit des prédateurs, est édité en France par Génération Comics.
En 1969, Rei, étudiant activiste, est témoin de ce qui pourrait être un meurtre impliquant une fille avec un sabre japonais et deux occidentaux. Plus tard, un policier vient le trouver pour lui parler d'une enquête qu'il mène sur la disparition d'étudiants et la présence à chaque fois d'une fille nommée Saya dans le lycée fréquenté par les disparus. Rei et ses camarades ainsi que Gotoda, le policier, commencent leurs investigations pour connaître le fin mot de l'histoire d'autant qu'un de leurs amis serait la prochaine victime et qu'une nouvelle élève du nom de Saya serait arrivée à leur école.

L'histoire est centrée sur Rei, et Saya n'est présente qu'à de courts moments lors des quelques scènes d'action qui viennent couper les longs dialogues qu'aime lancer Gotoda.